# 伯利兹历史
伯利兹的历史可以追溯到几千年前。

## 古代玛雅文明
玛雅文明至少在三千年前存在于今尤卡坦半岛的低地地区以及向南的高地。该文明位于今墨西哥东南部、危地马拉、洪都拉斯和伯利兹。

## 征服和早期殖民时期

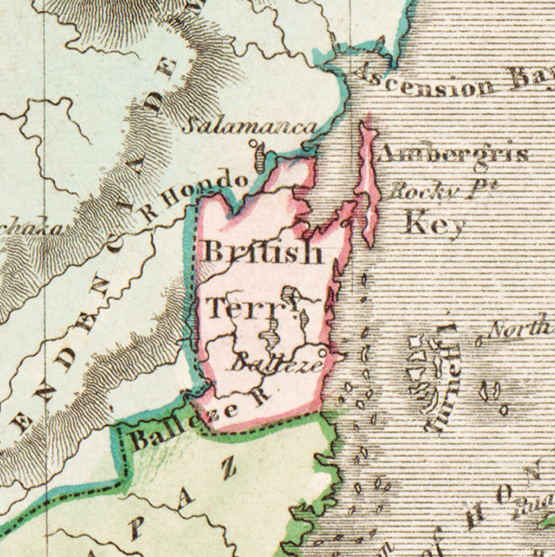
伯利兹, 1831

在欧洲人到来的16和17世纪，玛雅人仍然存在于今伯利兹。1527年，西班牙很快派遣远征军征服了危地马拉和洪都拉斯和尤卡坦。尽管玛雅人进行了抵抗，但由于受到西班牙人的疾病的传染，削弱了其抵抗能力。在1638年至1695年，生活在提普地区的玛雅人得到了自治权。但在1696年，西班牙士兵使用提普作为一个基地，用来安抚这一地区并进行传教活动。在1697年西班牙征服了奇琴伊察，并在1707年，西班牙强行安置提普的居民到附近的佩滕奇琴伊察湖地区。
在16世纪和17世纪，西班牙试图维持其在新世界的殖民地贸易和殖民垄断，但由于贸易和殖民的潜力，北欧列强被吸引到了该地区。在17世纪，荷兰，英国和法国分别占有了西班牙在新世界的一些财产。早在17世纪，在墨西哥东南部及尤卡坦半岛上，英格兰人即开始砍伐原木，这个用来制造一种染料。1763年巴黎条约确认了英格兰砍伐原木的权利，但英格兰承认了西班牙的领土主权。

## 英属洪都拉斯（1861年至1981年）
在18世纪后期，英国在巩固了他们的定居点后，开始向内陆深入并且寻找红木。与此同时，他们遭遇了玛雅人的抵抗。然而，在18世纪后期，殖民地外部和内部地区的一些事件重新定义了玛雅人的位置。
1840年，英國正式將这一地区划为殖民地。1862年成为英国皇家殖民地，稱為英属洪都拉斯。

## 独立至今
1964年1月，採用議會制度的完全自治政府成立。1973年6月，這一地區的正式名字從英属洪都拉斯改為伯利兹。1981年9月21日伯利兹获得独立。应伯利兹政府的要求，自独立以来，英国的驻军一直保留在伯利兹。